# Телеко (игрок в пляжный футбол)
Эривальдо Матеус Де Миранда Морейра (порт. Erivaldo Matheus de Miranda Moreira; род. 7 сентября 1999, Ресифи) — бразильский игрок в пляжный футбол. Выступает за сборную Бразилии. Участник чемпионата мира 2024 года.

## Биография
Родился в Ресифи. Чемпион Бразилии среди университетом 2016 и 2018 годов. В 2016 и 2017 годах побеждал на чемпионате мира среди университетов. В 2018 году стал чемпионом штата Пернамбуку. Побеждал на первенстве Алагоаса в 2017 и 2018 годах и Кубке Нордесте до 20 лет в 2017 году. Признавался лучшим вратарём Кубка Нордесте до 20 лет и дважды лучшим вратарём чемпионата Алагоас.
В 2020 году являлся игроком клуба «Наутико». На Кубок европейских чемпионов 2021 года представлял израильский клуб «Рош Хааин». С 2022 года выступал за «Фламенго», болгарский «Спартак» и итальянскую «Ламецию».
Выступая за сборную Бразилии до 20 лет побеждал в Южноамериканской лиге пляжного футбола 2017 года. Вместе с национальной бразильской командой побеждал в квалификации чемпионата мира по пляжному футболу 2019 года в зоне КОНМЕБОЛ. В 2022 году стал вице-чемпионом на Кубке Америки. В 2023 году вместе с командой стал победителем Кубка Неома, а в 2024 году — Кубка Мараньяна.
Всего в составе команды до 20 лет провёл 30 матчей и забил 6 мячей. По состоянию на январь 2024 года в составе национальной команды провёл 32 матча и забил 1 гол.